# Parabel' (villaggio)
Parabel' (in russo Парабель?) è un villaggio della Russia asiatica nell'oblast' di Tomsk; è il centro amministrativo del rajon Parabel'skij.
Si trova alla confluenza del canale Parabel'skaja (fiume Parabel') nell'Ob', circa 320 km (in linea d'aria) a nord-ovest di Tomsk.